# Guitare à double manche

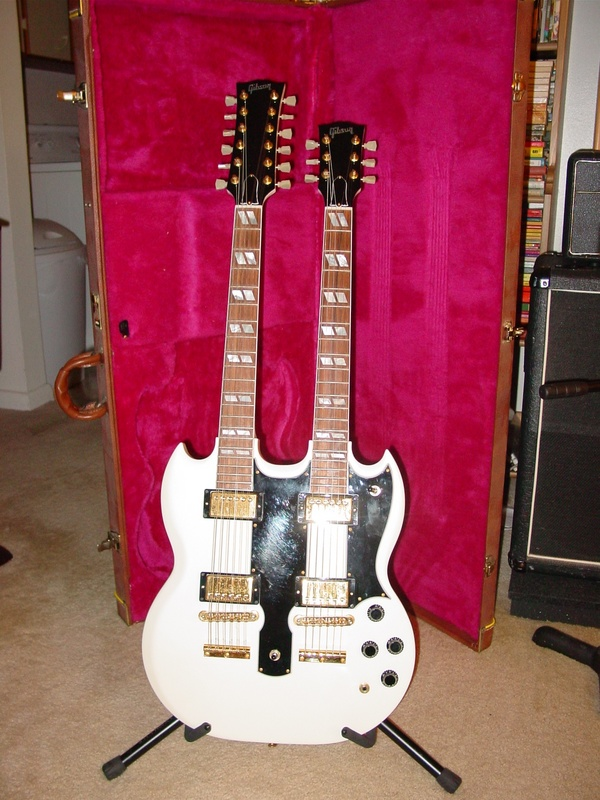
Gibson EDS-1275

Les guitares à double manche sont des guitares possédant deux manches. Il existe aussi des guitares à triple manche ou plus. Chaque manche peut être de type guitare (6 ou 12 cordes) ou de type basse (4 ou 6 cordes), avec ou sans frette.

## Caractéristiques
À l'origine, elles sont créées pour que les guitaristes puissent jouer sur une guitare à 12 cordes (manche du haut) pour l'accompagnement et le jeu en arpèges et d'une guitare à 6 cordes pour les solos et le legato sans changer d'instrument.

### Double manche guitare
Elles sont parfois utilisées pour leurs caractéristiques sonores car leur taille et les résonances obtenues en activant à la fois les micros pour la 12 cordes et les micros pour la 6 cordes leur donnent un grain différent des modèles simple manche dont elles sont dérivées. En revanche elles sont aussi beaucoup plus lourdes et, la demande étant faible, existent en peu de modèles, lesquels sont eux-mêmes fabriqués en série limitée, ce qui les rend rares et particulièrement coûteuses. La guitare à double manche de série la plus connue est sans aucun doute la Gibson EDS-1275, popularisée par Jimmy Page.
Michael Angelo Batio est un guitariste réputé pour son utilisation d'une guitare à double manche. La particularité principale de la sienne est sa symétrie. En effet, les manches ne sont pas l'un en dessous de l'autre mais de chaque côté du corps afin qu'il puisse jouer en tapping sur les deux manches. Cela nécessite de pouvoir jouer à la gauchère comme à la droitière, bien que Batio ait lui-même déclaré ne pas être ambidextre.[réf. souhaitée]

### Double manche guitare / basse
Par la suite sont apparus des hybrides guitare/basse à double manche, le manche supérieur étant celui d'une basse et l'inférieur celui d'une guitare ou parfois l'inverse. Aria Pro II a lancé ce style (tout comme Carvin, Shergold, etc.) en 1979. Le bassiste de Rush, Geddy Lee, utilise une guitare / basse à double manche (une Rickenbacker 4080) pendant la chanson Xanadu. Mike Rutherford, de Genesis, utilise également en concert une guitare double manche, la Shergold : guitare 12 cordes au manche supérieur et basse au manche inférieur,. Les Helroyd, de Barclay James Harvest, utilise quant à lui une Gibson EBS-1250, de configuration inverse : une basse au manche inférieur et une guitare 12 cordes au manche supérieur.

### Double manche basse
Il existe aussi des basses double manche utilisées par exemple par Billy Sheehan, bassiste de Steve Vai, entre autres. Sheehan utilise une Yamaha Custom Shop Attitude Double Neck, avec un manche accordé en Si-Mi-La-Ré et un autre en Mi-La-Ré-Sol (accordage standard).

### Triple manche guitare
Il existe par ailleurs des guitares à triple manche, voire plus, avec des configurations diverses (par exemple 12 cordes, 6 cordes et 6 cordes fretless). Steve Vai est un utilisateur régulier de guitare triple manche, qu'il utilise en concert.

### Triple manche basse
Par ailleurs, Chris Squire, défunt bassiste de Yes a utilisé un triple manche sur le titre Awaken : manche supérieur, basse 6 cordes (tonique et octave accordés en La-Ré-Sol) ; manche du milieu, basse à frettes ; manche inférieur, basse fretless.

## Galerie

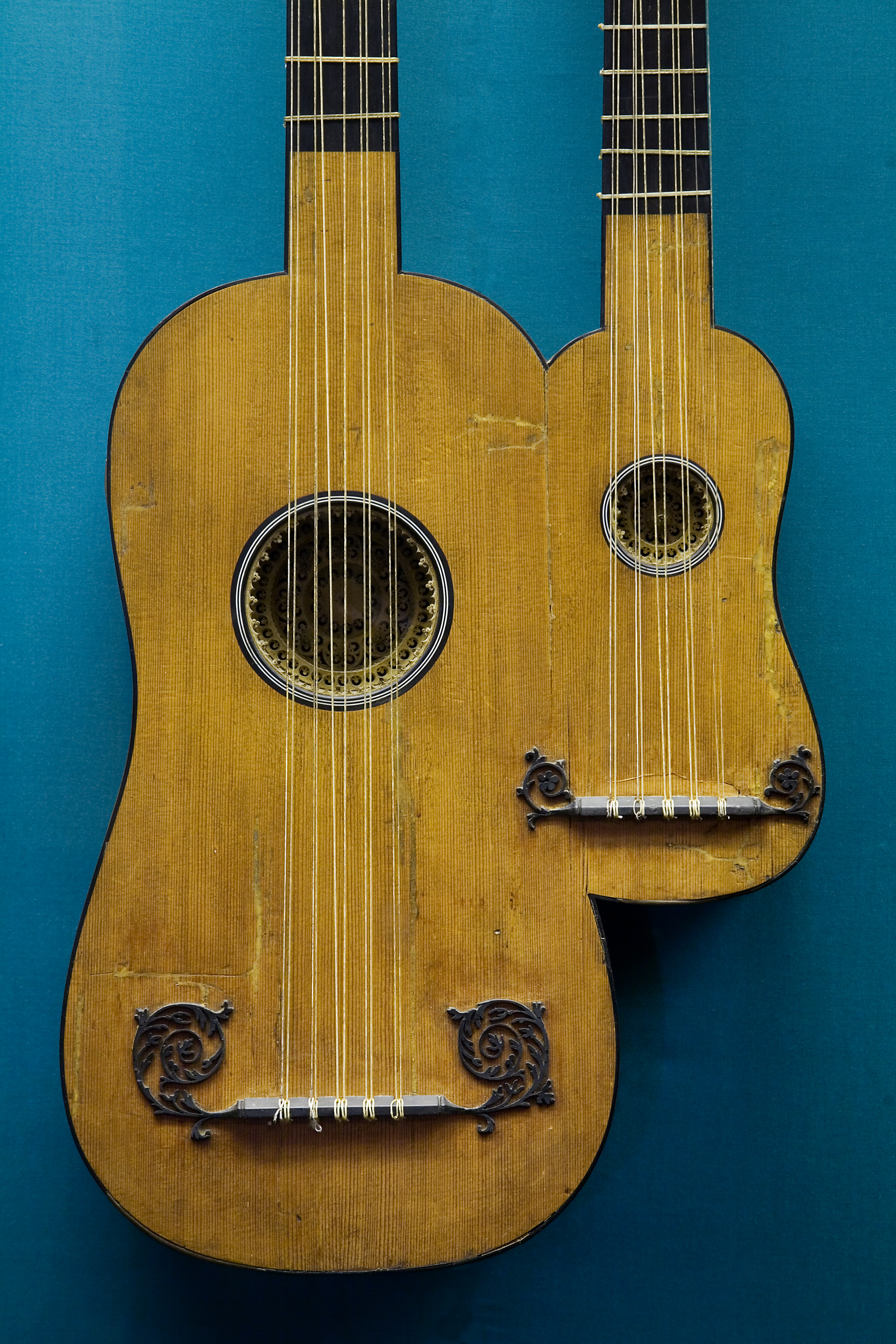
Guitare double du luthier Alexandre Voboam, Paris, 1690
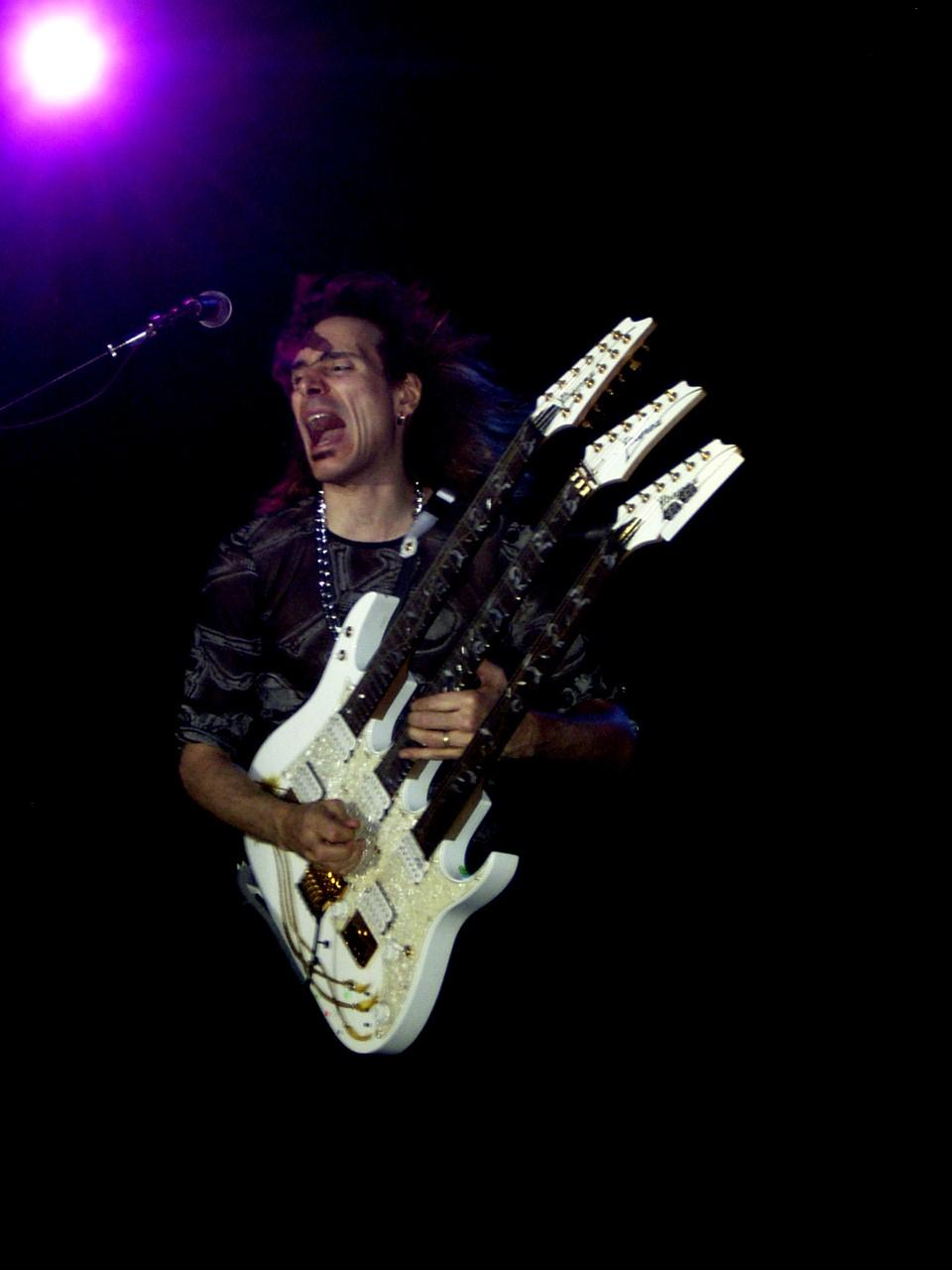
Steve Vai en concert avec sa guitare à triple manche.
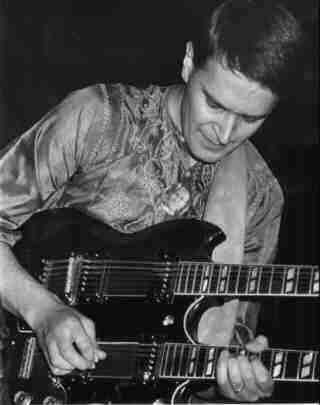
John McLaughlin jouant sur une guitare double manche.
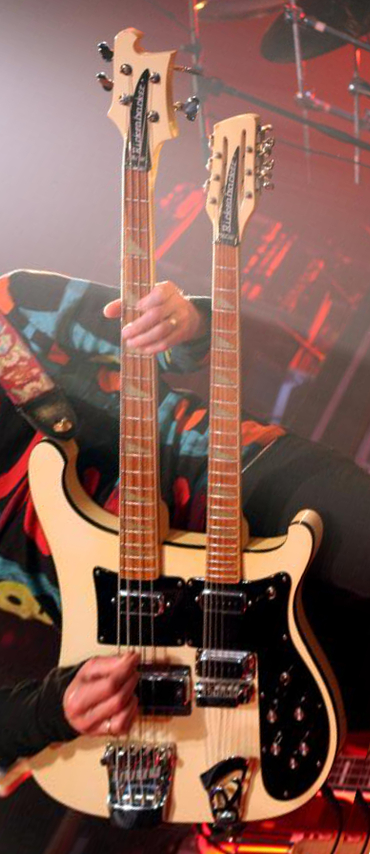
Rickenbacker 4080: le manche supérieur est celui d'une basse et l'inférieur celui d'une guitare.
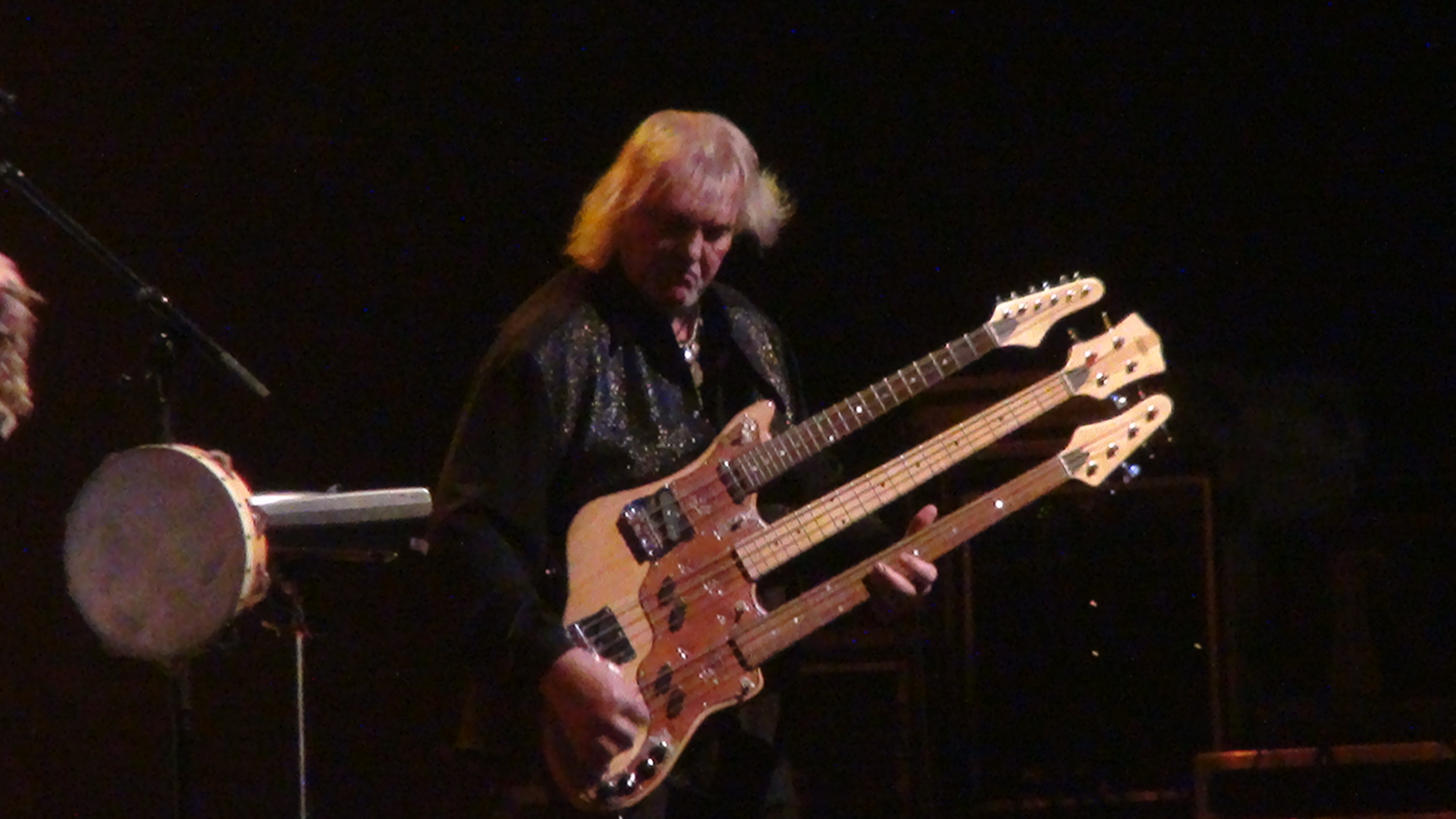
Basse triple manche de Chris Squire.
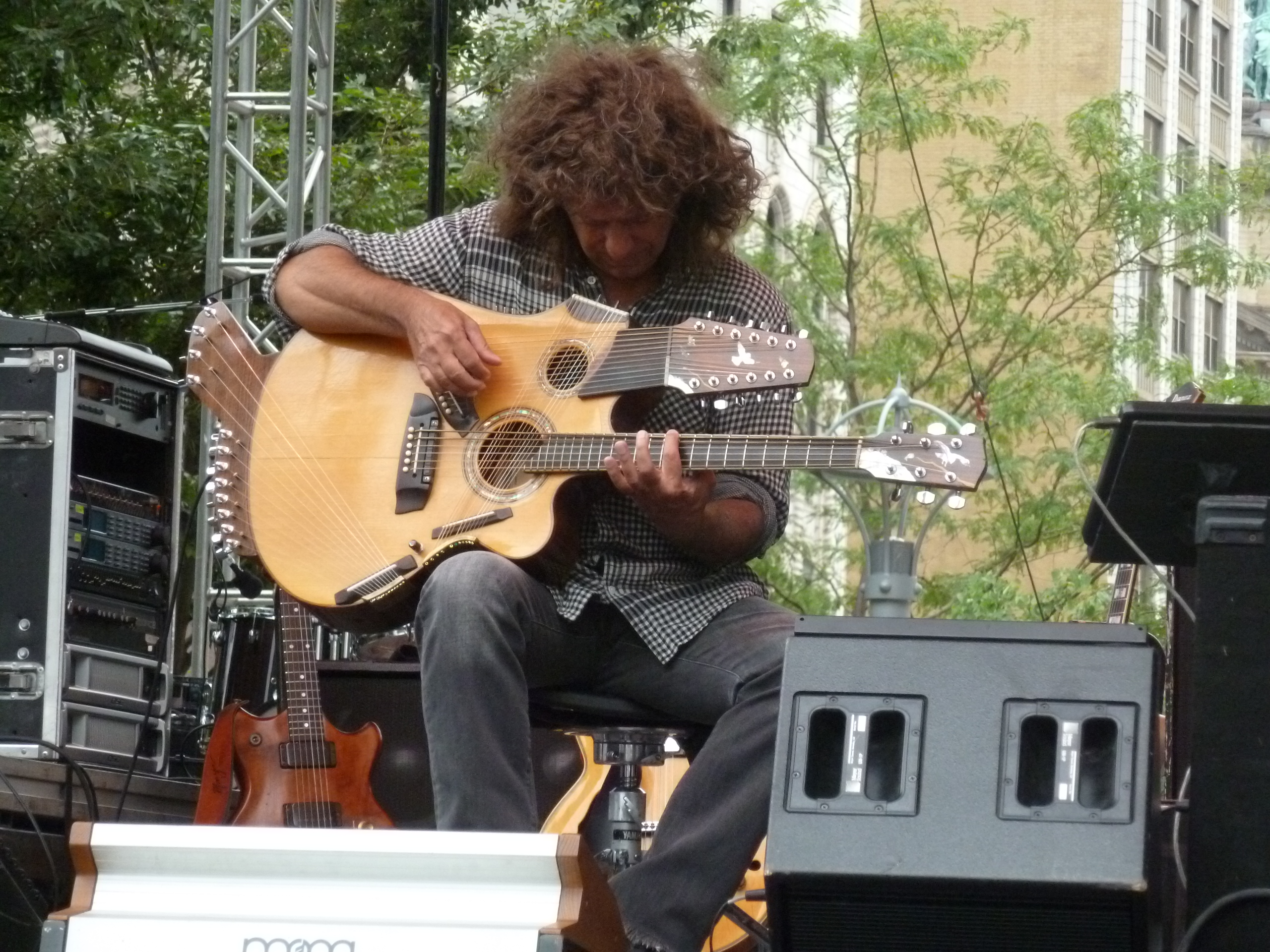
Pat Metheny et sa guitare Pikasso.